# Zbigniew Bieliński (kulturysta)
Zbigniew Bieliński (ur. 11 grudnia 1936 w Warszawie, zm. 17 września 2007 tamże) – polski sportowiec, mistrz Polski w kulturystyce w 1962.
Na początku lat 60. XX wieku był jednym z czołowych polskich kulturystów, w 1961 uznano go za nieoficjalnego wicemistrza Polski. W następnym roku otrzymał oficjalny tytuł mistrza Polski w kulturystyce. Odznaczał się niepospolitą siłą fizyczną, przy wzroście 175 cm i wadze 83 kg jego rekord w martwym ciągu wynosił 270 kg, a w wyciskaniu sztangi leżąc 150 kg. Poza kulturystyką ćwiczył również trójbój siłowy i podnoszenie ciężarów.
Został pochowany na cmentarzu Bródnowskim w Warszawie (kwatera 20M-5-20).

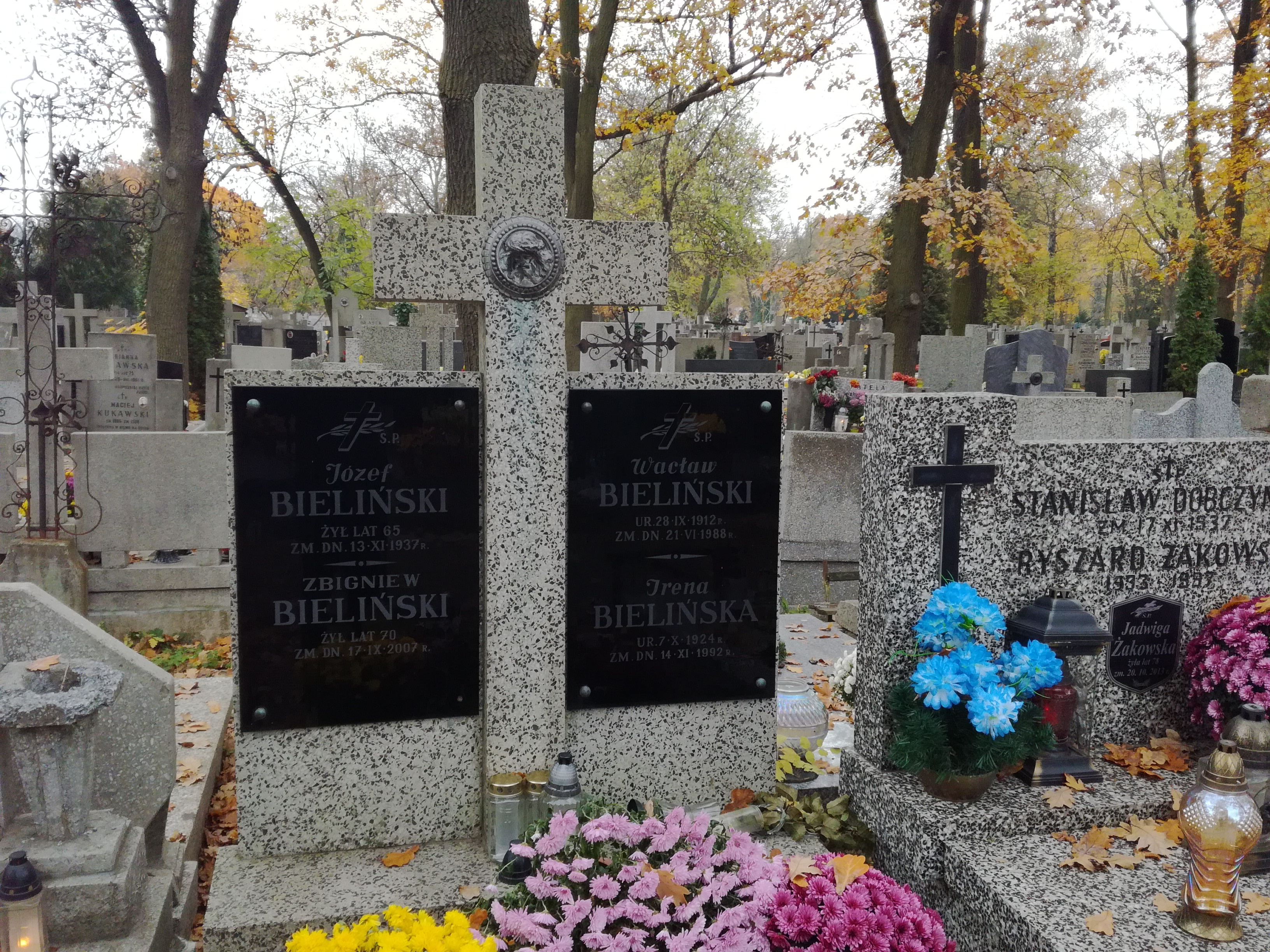
Grób Zbigniewa Bielińskiego na cmentarzu Bródnowskim